# 영산교
영산교(榮山橋)는 전라남도 담양군 대전면과 광주광역시 북구 용강동을 잇는 고창담양고속도로 상의 교량으로, 영산강을 횡단한다.

## 같이 보기
- 영산강
- 고창담양고속도로